# Jean III de Vergy
Jean III de Vergy, mort en 1418, seigneur de Fouvent, de Champlitte, de Port-sur-Saône, Autrey, est sénéchal, maréchal et gouverneur du comté de Bourgogne.

## Famille
Jean III de Vergy appartient à la famille de Vergy. Il est fils de Jean II de Vergy dit « le Borgne » (mort en 1353), seigneur de Fouvent, de Champlitte et d’Autrey-lès-Gray, sénéchal de Bourgogne ; et de sa femme Gillette de Vienne.
Il épouse :
1. avant 31 août 1372 : Jeanne de Chalon (morte en 1380), fille de Jean de Chalon, seigneur d’Arlay et de sa première femme Marguerite de Mello dame de l'Hermine ;
2. avant 1394 : Isabelle de Ribeaupierre (morte après 1394), fille de Bruno de Haute-Ribeaupierre et de sa femme (Jeanne de Blâmont ?) ;
3. avant le 26 novembre 1402 : Jeanne de Vienne, veuve de Jean de Rougemont seigneur de Tilchâtel et de Buffey puis veuve d'Édouard de Saint-Dizier seigneur de Saint-Dizier et de Vignory, fille de Henri de Vienne seigneur de Mirebel et de sa femme (nom inconnu).

D'où postérité des seigneurs de Fouvent.
De son premier mariage il a quatre enfants : 
- Guillaume,
- Jacques,
- Antoine (mort en 1439), comte de Dammartin,
- Marie (morte en 1407), épouse de Conrad IV de Fribourg.

## Biographie
En 1394, Jean de Vergy, sa deuxième femme Isabelle et son fils Guillaume renoncent à leurs droits sur Faucogney en faveur de Philippe le Hardi. 
Il meurt en 1418. Son tombeau est à l'abbaye de Theuley. Ses deux fils aînés Guillaume III et Jacques étant morts avant lui lors de la bataille de Nicopolis en 1396, c'est son petit-fils Jean IV qui hérite de Fouvent et du titre de sénéchal de Bourgogne tandis que son troisième fils Antoine hérite de Champlitte.